# Lago di Pontechianale
Il lago di Pontechianale (chiamato anche lago di Castello) è un lago artificiale originato dallo sbarramento del Torrente Varaita di Chianale; è situato a 1587 m di altezza in comune di Pontechianale (CN).

## Morfologia
L'invaso ha forma allungata e la sua dimensione maggiore è lievemente inclinata in senso nord-ovest/sud-est. All'estremità di monte si trova il centro comunale di Pontechianale mentre a quella di valle, su un poggio nei pressi della diga, sorge la frazione Castello.
La sponda sinistra idrografica è prativa e viene fiancheggiata dalla SP 105 mentre sulla riva opposta, ammantata da fitti boschi, transita uno sterrato.

## La diga

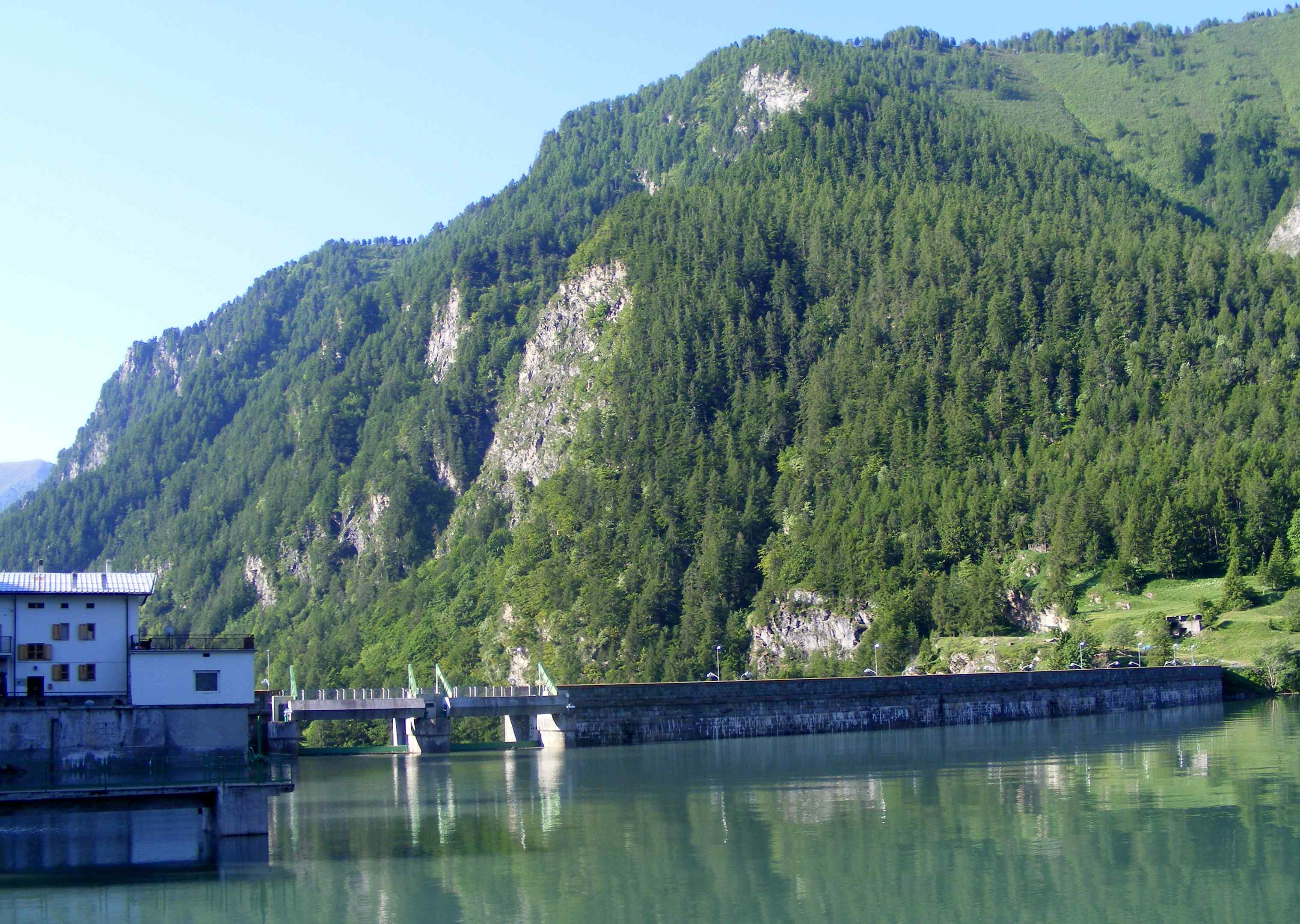
La diga vista dalla sponda settentrionale del lago

Si tratta di una diga a gravità realizzata in pietrame con malta; la gestione è stata data in concessione ad Enel Produzione s.p.a. per uso idroelettrico. La diga è alta 70 metri e il volume invasato è di 11,42 milioni di metri cubi.
La centrale idroelettrica alimentata dalle acque del lago, facilmente individuabile per la grossa conduttura che scende dalla montagna, è situata in comune di Casteldelfino.

## Storia
La diga fu realizzata nel 1942 e per permetterne la costruzione nel corso degli anni quaranta fu completamente abbattuta la frazione Chiesa, che sorgeva dove ora vi è il lago. Tutte le case di questa frazione, insieme alla chiesa parrocchiale stessa (San Pietro in Vincoli) e al cimitero, sono stati ricostruiti in un'altra località nello stesso comune, che ha riassunto il nome di frazione Chiesa. Alcuni resti delle case, nei periodi di magra, sono tuttora visibili sul fondo del lago.